# Перельоти (роз'їзд)
Перельо́ти — залізничний роз'їзд Одеської дирекції Одеської залізниці.
Розташований поза межами населених пунктів. Відстань до найближчого села Перельоти (4 км) Балтського району Одеської області на лінії Побережжя — Підгородна між станціями Балта (9 км) та Жеребкове (12 км).
Роз'їзд виник 1937 року на лінії Балта — Помічна, відкритій ще у 1867—1868 роках. Лінія електрифікована 1990 року.
Зупиняються приміські поїзди.